# Dolno Strogomichté
Dolno Strogomichté (en macédonien Долно Строгомиште ; en albanais Drogomishta e Vogël) est un village de l'ouest de la Macédoine du Nord, situé dans la municipalité de Kitchevo. Le village comptait 698 habitants en 2002.

## Démographie
Lors du recensement de 2002, le village comptait :
- Albanais : 692
- Serbes : 1
- Autres : 5